# Leslie Nkereuwem
Leslie Nkereuwem (Lawrenceville (Georgia), 8 de diciembre de 2000) es un baloncestista estadounidense de 2,03 metros de altura y cuyo equipo es el Palencia Baloncesto de la Primera FEB Juega en la posición de ala-pívot.

## Trayectoria
Es un jugador formado en la Discovery High School de su ciudad natal Lawrenceville (Georgia) hasta 2019, cuando ingresa en la Universidad de Longwood, institución académica ubicada en Farmville, en la que disputó cuatro cursos la NCAA con los Longwood Lancers, desde 2019 a 2023.  
En 2023, ingresa en la Universidad Estatal de Georgia, ubicada en Atlanta, Georgia, para jugar en la NCAA con los Georgia State Panthers, su última temporada universitaria.  
Después de no ser seleccionado en el draft de la NBA de 2024, Nkereuwem firmó por el BC Nevėžis lituano para disputar la liga lituana (LKL) y la BBL.
El 1 de abril de 2025, firma por el Palencia Baloncesto de la Primera FEB.